# Юловское сельское поселение (Целинский район)
Юловское сельское поселение — муниципальное образование в Целинском районе Ростовской области.
Административный центр поселения — посёлок Юловский.

## Административное устройство
В состав Юловского сельского поселения входят:
- посёлок Юловский;
- хутор Андропов;
- село Дубовка (54 чел.);
- хутор Зеленая Балка;
- хутор Карла Либкнехта;
- хутор Карла Маркса;
- хутор Кугульта;
- хутор Одинцовка;
- хутор Рассвет;
- хутор Смидовича;
- село Степное (653 чел.).

## Население
| 2010  | 2012  | 2013  | 2014  | 2015  | 2016  | 2017  |
| ----- | ----- | ----- | ----- | ----- | ----- | ----- |
| 2728  | ↘2684 | ↘2627 | ↘2612 | ↗2615 | ↘2594 | ↘2575 |
| 2018  | 2019  | 2020  | 2021  |       |       |       |
| ↘2537 | ↘2498 | ↘2452 | ↘2437 |       |       |       |